# 280

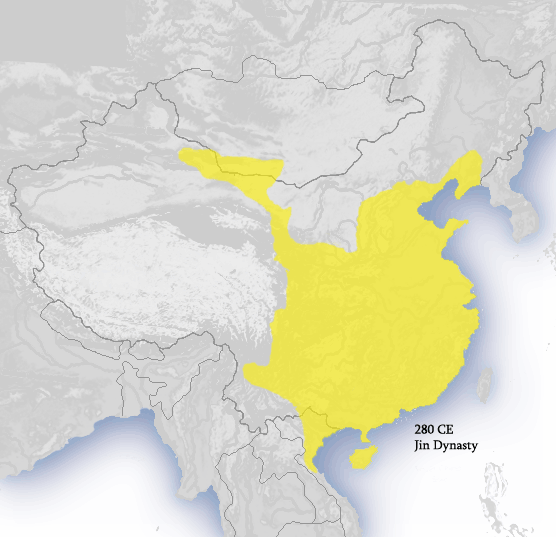
Westelijke Jin-dynastie (China)

Het jaar 280 is het 80e jaar in de 3e eeuw volgens de christelijke jaartelling.

## Gebeurtenissen

### Europa
- Proculus, Romeins usurpator, wordt in Colonia Agrippina (Keulen) door het Romeinse leger, samen met Quintus Bonosus uitgeroepen tot keizer.
- Germaanse stammen steken de Rijn over en vernietigen de Romeinse vloot. Bonosus, verantwoordelijk voor deze nederlaag, pleegt zelfmoord.
- Keizer Probus onderdrukt de opstand in Germania Inferior. Proculus zoekt steun bij de Franken, maar wordt verraden en uitgeleverd aan Probus.

### Syrië
- Julius Saturninus, gouverneur van Syria, wordt door de troepen in Alexandrië verheven tot keizer en neemt de titel augustus aan.
- Saturninus vlucht vanwege politieke druk naar Syria, hij verschanst zich in Apamea en wordt door zijn eigen legionairs vermoord.

### China
- Keizer Sima Yan herenigt de Drie Koninkrijken onder één centraal gezag en sticht de Westelijke Jin-dynastie (China).

## Geboren
- 27 februari - Constantijn I de Grote, keizer van het Romeinse Rijk (overleden 337)
- Nicolaas van Myra (Sinterklaas), bisschop en heilige (waarschijnlijke datum)

## Overleden
- Julius Saturninus, Romeins usurpator (tegenkeizer)
- Quintus Bononus, Romeins usurpator